# ディオプトリ
ディオプトリー（計量法上の用語）、ディオプトリ、またはディオプター（イギリス英語: dioptre、アメリカ英語: diopter）、（記号: Dptr, D）は、（主として眼鏡用の）レンズの屈折度（屈折力、焦度）の単位であり、焦点距離をメートルで表したものの逆数と定義されている。
ディオプトリーは国際単位系(SI)の単位ではない（非SI単位）ため、SIにおいては毎メートル(m−1)を使用する必要がある。計量単位令でも、毎メートル(m−1)を定めている。
例えば、3ディオプトリーのレンズは、平行な光線をレンズの中心から1⁄3メートルの位置で収束させる。光を収束も発散もしない平らなガラス板の屈折力は0ディオプトリーである。
焦点距離自体ではなくその逆数を使用するのは、レンズを製作するのに使用する方程式では、物体距離、像距離、焦点距離のいずれもが逆数になっているためである。また、レンズを複数枚重ねた場合の屈折力を、単純に足し算で求めることができる。例えば、2.0ディオプトリーのレンズと0.5ディオプトリーのレンズを重ねたものは、2.5ディオプトリーのレンズ1枚とほぼ同じ焦点距離になる。
メートル単位の焦点距離の逆数に基づいてレンズに番号をつけるというアイディアは、1866年にドイツの眼科学者アルブレヒト・ナーゲルが提案したものである。ディオプトリーという言葉は、1872年にフランスの眼科医フェルディナン・モノワイエが、ヨハネス・ケプラーが著した望遠鏡レンズについての理論書"dioptrice"（ジオプトリス）から取って提案したものである。

## 記号
ディオプトリーの単位記号は、計量法では、「Dptr」または「D」と定められている。眼科学ではDの記号がよく使われている。
ドイツ規格協会(DIN)などいくつかの国家標準化団体は規格としてこの単位を定めており、単位記号をdptと規定している。

## 眼科矯正において
屈折力がほぼ相加的であることから、眼科医は光学系（眼とレンズ）全体を詳細に分析することなく、眼の屈折力を単純に補正するだけで矯正レンズを処方することができる。
人間の場合、リラックスした状態の眼の屈折力の合計は約60ディオプトリーである。この内、約3分の2（約40ディオプトリー）を角膜が、残りの3分の1（約20ディオプトリー）を水晶体が担っている。眼がピントを合わせる際には、毛様体筋を収縮させ、チン小帯から水晶体に伝わる張力や応力を軽減する。その結果、水晶体の凸部が大きくなり、眼球の屈折力が増加する。収縮の振幅は、15歳で約11〜16ディオプトリーだが、25歳で約10ディオプトリーに減少し、60歳以上では約1ディオプトリーとなる。
焦点距離は正負を区別し、レンズの場合は光の進行方向に焦点がある場合を正とする。遠視や老眼の矯正に使用される凸レンズは正のディオプトリー値を、近視の矯正に使用される凹レンズは負のディオプトリー値を持つ。通常は正の場合にも符号をつけて "+2.0 Dptr" のように表記する。軽度の近視のための典型的なメガネは-0.50〜-3.00ディオプトリーで、市販の老眼鏡は+1.00〜+4.00ディオプトリーである。眼科医は、通常0.25ディオプトリーごとに等級付けされたレンズを使って屈折異常を測定する。
ディオプトリーの絶対値が大きいことを俗に「度が強い」「度がきつい」などと言う。